# Maria d'Orange
Maria d'Orange, anche Maria di Nassau o Maria di Orange-Nassau (L'Aia, 5 settembre 1642 – Bad Kreuznach, 20 marzo 1688), fu una principessa olandese del casato d'Orange e per matrimonio pfalzgräfin o contessa di Simmern-Kaiserslautern.

## Biografia
Maria era la più giovane delle figlie di Amalia di Solms-Braunfels e di suo marito Federico Enrico, principe d'Orange. Suo padre aveva già più di cinquant'anni quando ella nacque e morì quando lei ebbe appena quattro anni. Era anche zia del futuro Guglielmo III d'Inghilterra, attraverso suo fratello Guglielmo II d'Orange. Nel 1660 la sua famiglia cominciò negoziati per farle sposare Carlo II d'Inghilterra, tuttavia, alla fine egli preferì sposare Caterina di Braganza per stabilire un'alleanza anti-spagnola con il Portogallo. Un anno dopo cominciarono dei negoziati con Giovanni Maurizio di Nassau-Siegen, ma anche questi non andarono in porto.
Il 23 settembre 1666 a Kleve sposò Luigi Enrico, conte palatino di Simmern-Kaiserslautern (1640-1674), figlio di Luigi Filippo e nipote della zia di Maria, la contessa Luisa Giuliana di Nassau. Come i matrimoni delle sue sorelle, il matrimonio di Maria aveva lo scopo di avvicinare la rete di principi calvinisti. Maria e Luigi Filippo furono sposati per otto anni ma il matrimonio fu senza figli e alla morte del marito il ramo di Simmern-Kaiserslautern si estinse.
Maria continuò una corrispondenza con le sue due sorelle sopravvissute dopo il matrimonio. Come le sue sorelle Luisa Enrichetta con l'Oranienburg, Albertina Agnese con l'Oranienstein ed Enrichetta Caterina con l'Oranienbaum, Maria si edificò un nuovo palazzo dopo il suo matrimonio - che completo nel 1669 a Bad Kreuznach e chiamò castello di Oranienhof. Maria morì nel 1688 dopo sei giorni di polmonite ed il castello di Oranienhof fu distrutto dalla truppe francesi durante la guerra dei nove anni un anno dopo.

## Antenati
|                                       |                            |                                 | Genitori                          |  |  | Nonni |  |  | Bisnonni                         |  |  | Trisnonni                        |  |
|                                       |                            |                                 |                                   |  |  |       |  |  | Guglielmo I di Nassau-Dillenburg |  |  | Giovanni IV di Nassau-Dillenburg |  |
|                                       |                            |                                 |                                   |  |  |       |  |  | Guglielmo I di Nassau-Dillenburg |  |  | Giovanni IV di Nassau-Dillenburg |  |
|                                       |                            | Elisabetta d'Assia-Marburg      |                                   |  |  |       |  |  | Guglielmo I di Nassau-Dillenburg |  |  |                                  |  |
| Guglielmo I d'Orange                  |                            |                                 |                                   |  |  |       |  |  | Guglielmo I di Nassau-Dillenburg |  |  |                                  |  |
|                                       |                            | Giuliana di Stolberg            | Botho VIII di Solberg-Wernigerode |  |  |       |  |  |                                  |  |  |                                  |  |
|                                       |                            | Giuliana di Stolberg            | Botho VIII di Solberg-Wernigerode |  |  |       |  |  |                                  |  |  |                                  |  |
|                                       |                            | Giuliana di Stolberg            | Anna di Eppstein-Königstein       |  |  |       |  |  |                                  |  |  |                                  |  |
| Federico Enrico d'Orange              |                            | Giuliana di Stolberg            |                                   |  |  |       |  |  |                                  |  |  |                                  |  |
|                                       |                            | Gaspard de Châtillon            | Gaspard I de Coligny              |  |  |       |  |  |                                  |  |  |                                  |  |
|                                       |                            | Gaspard de Châtillon            | Gaspard I de Coligny              |  |  |       |  |  |                                  |  |  |                                  |  |
|                                       |                            | Gaspard de Châtillon            | Luisa di Montmorency              |  |  |       |  |  |                                  |  |  |                                  |  |
| Louise de Coligny                     |                            | Gaspard de Châtillon            |                                   |  |  |       |  |  |                                  |  |  |                                  |  |
|                                       |                            | Charlotte de Laval              | Guido XVI de Laval                |  |  |       |  |  |                                  |  |  |                                  |  |
|                                       |                            | Charlotte de Laval              | Guido XVI de Laval                |  |  |       |  |  |                                  |  |  |                                  |  |
|                                       |                            | Charlotte de Laval              | Antoinette d'Aillon               |  |  |       |  |  |                                  |  |  |                                  |  |
| Maria d'Orange                        |                            | Charlotte de Laval              |                                   |  |  |       |  |  |                                  |  |  |                                  |  |
|                                       | Corrado di Solms-Braunfels | Filippo di Solms-Braunfels      |                                   |  |  |       |  |  |                                  |  |  |                                  |  |
|                                       | Corrado di Solms-Braunfels | Filippo di Solms-Braunfels      |                                   |  |  |       |  |  |                                  |  |  |                                  |  |
|                                       | Corrado di Solms-Braunfels | Anna di Tecklenburg             |                                   |  |  |       |  |  |                                  |  |  |                                  |  |
| Giovanni Alberto I di Solms-Braunfels | Corrado di Solms-Braunfels |                                 |                                   |  |  |       |  |  |                                  |  |  |                                  |  |
|                                       |                            | Elisabetta di Nassau-Dillenburg | Guglielmo I di Nassau-Dillenburg  |  |  |       |  |  |                                  |  |  |                                  |  |
|                                       |                            | Elisabetta di Nassau-Dillenburg | Guglielmo I di Nassau-Dillenburg  |  |  |       |  |  |                                  |  |  |                                  |  |
|                                       |                            | Elisabetta di Nassau-Dillenburg | Giuliana di Stolberg              |  |  |       |  |  |                                  |  |  |                                  |  |
| Amalia di Solms-Braunfels             |                            | Elisabetta di Nassau-Dillenburg |                                   |  |  |       |  |  |                                  |  |  |                                  |  |
|                                       |                            | Ludovico I di Sayn-Wittgenstein | Guglielmo I di Sayn-Wittgenstein  |  |  |       |  |  |                                  |  |  |                                  |  |
|                                       |                            | Ludovico I di Sayn-Wittgenstein | Guglielmo I di Sayn-Wittgenstein  |  |  |       |  |  |                                  |  |  |                                  |  |
|                                       |                            | Ludovico I di Sayn-Wittgenstein | Giovannetta di Isenburg-Neumagen  |  |  |       |  |  |                                  |  |  |                                  |  |
| Agnese di Sayn-Wittgenstein           |                            | Ludovico I di Sayn-Wittgenstein |                                   |  |  |       |  |  |                                  |  |  |                                  |  |
|                                       |                            | Elisabetta di Solms-Laubach     | …                                 |  |  |       |  |  |                                  |  |  |                                  |  |
|                                       |                            | Elisabetta di Solms-Laubach     | …                                 |  |  |       |  |  |                                  |  |  |                                  |  |
|                                       |                            | Elisabetta di Solms-Laubach     | …                                 |  |  |       |  |  |                                  |  |  |                                  |  |
|                                       |                            | Elisabetta di Solms-Laubach     |                                   |  |  |       |  |  |                                  |  |  |                                  |  |